# Neokantyzm
Neokantyzm – nurt filozoficzny zapoczątkowany w drugiej połowie XIX wieku, który wyrażał sprzeciw wobec heglizmu oraz materializmu przyrodoznawczego. Nazwa neokantyzm pochodzi stąd, że neokantyści szukali inspiracji w filozofii Kanta a jego naczelnym hasłem był „powrót do Kanta”. Neokantyzm zrodził się w opozycji wobec wyczerpującej się w połowie dziewiętnastego wieku idealistycznej tradycji postkantowskiej filozoficznych kontynuatorów J. Fichtego, F.W. Schellinga i G.W.F. Hegla. Zasadniczo neokantyzm realizował filozoficzny program teoriopoznawczego krytycyzmu. Neokantyzm w okresie od około 1870 roku aż do pierwszej wojny światowej dominował w filozofii w Niemczech i na świecie. Wśród reprezentantów tego ruchu wymienić należy takich filozofów jak Kuno Fischer, Hermann von Helmholtz, Friedrich Albert Lange, Otto Liebmann i Eduard Zeller. W latach siedemdziesiątych dziewiętnastego wieku w ruchu neokantowskim dominowały dwie szkoły:
- szkoła marburska na uniwersytecie w Marburgu (Hermann Cohen, Paul Natorp, Ernst Cassirer)
- szkoła badeńska na uniwersytetach w Strasburgu, Heidelbergu oraz Freiburgu Bryzgowijskim (Wilhelm Windelband, Heinrich Rickert i Emil Lask)

Jednak pamięć o neokantystach zmieniła się dramatycznie w dziesięcioleciach po 1918 roku. Neokantyzm zaczął być kojarzony z przedwojennym porządkiem i stał się głównym celem ataków dla wielu młodych filozofów (w tym również uczniów neokantystów), którzy chcieli w ten sposób przebić się do świadomości publicznej. Późniejsze wstrząsy geopolityczne, w tym dojście Hitlera do władzy w 1933 roku, niemal wymazały instytucjonalną pamięć o neokantyzmie w ramach wyłaniających się tradycji analitycznych i kontynentalnych. Jednak w ostatnich dziesięcioleciach historycy filozofii zaczęli odkrywać na nowo zarówno historyczne, jak i filozoficzne znaczenie neokantyzmu.

## Oddziaływanie
Neokantyzm był nie tylko bardzo wpływowy pod względem intelektualnym, ale także odniósł wielki sukces naukowy. Neokantystom udało się pozyskać wybitnych studentów, kształtować programy nauczania, redagować ważne czasopisma i książki. Neokantyści doprowadzili do wznowienia dzieł Kanta, powstania czasopisma naukowego „Kant-Studien” oraz powołania stowarzyszenia Kant-Gesellschaft. Neokantyzm wywarł istotny i wielokierunkowy wpływ na filozofię i metodologię nauk nie tylko w przodujących wówczas pod względem filozoficznym i naukowym Niemczech, lecz również we Włoszech, Francji (jako neokrytycyzm), Rosji oraz w Polsce.
Większość znanych niemieckich filozofów, którzy z wielkim powodzeniem funkcjonowali w Niemczech po I wojnie światowej, została wykształcona przez neokantystów. Wśród nich znaleźć można między innymi takie sławy jak Rudolf Carnap, Hans-Georg Gadamer, Martin Heidegger, Hans Reichenbach, Edmund Husserl, Nicolai Hartmanna, Gottlob Frege, czy Max Weber.
Niektórzy filozofowie – Léon Brunschvicg, Ernst Cassirer, Hermann Weyl i Arthur Eddington – uznawali szczególną teorię względności Einsteina za potwierdzenie poglądów neokantowskich. Za to Hans Reichenbach oraz sam Albert Einstein negowali jakiekolwiek związki tych teorii.

## Znaczący przedstawiciele
Zmodyfikowana klasyfikacja Traugotta K. Oesterreicha (1880–1949):
Kierunek fizjologiczny:
- Hermann Helmholtz (1821–1894)
- Friedrich Albert Lange (1828–1875)
- Hans Vaihinger (1852–1933)

Krytycyzm psychologiczny:
- Jakob Friedrich Fries (1773–1843)
- Leonard Nelson (1882–1927)
- Hans Cornelius (1863–1947)

Kierunek metafizyczny:
- Otto Liebmann (1840–1912)
- Friedrich Paulsen (1846–1908)
- Johannes Volkelt (1848–1930)

Krytycyzm relatywistyczny:
- Georg Simmel (1858–1918)
- Gustav Radbruch (1878–1949)

Kierunek realistyczny (krytyczny realizm):
- Alois Riehl (1844–1924)
- Richard Hönigswald(inne języki) (1875–1947)
- Oswald Külpe (1862–1915)

Kierunek logistyczny – szkoła marburska:
- Hermann Cohen (1842–1918)
- Paul Natorp (1854–1924)
- Ernst Cassirer (1874–1945)
- Nicolai Hartmann (1882–1950)

Krytycyzm teoretyczno-aksjologiczny – szkoła badeńska (szkoła południowo-zachodnioniemiecka lub w skrócie szkoła południowoniemiecka):
- Wilhelm Windelband (1848–1915)
- Heinrich Rickert (1863–1936)
- Hugo Münsterberg (1863–1916)
- Bruno Bauch (1877–1942)
- Emil Lask (1875–1915)